# Á hljómleikum
Á hljómleikum (vereinfacht geschrieben „A hljomleikum“) ist das dritte Album und gleichzeitig das erste Livealbum der isländischen Progressive-Rock-Band Þursaflokkurinn, welches aus einer Konzertaufnahme vom 19. Mai 1980 in der isländischen Stadt Þjóðleikhúsið besteht.

## Überblick
Live zeigt sich Þursaflokkurinn von einer musikalisch sehr freien Seite. Zusätzlich zu einer Reihe von relativ originalgetreu nachgespielten Stücken der beiden Studioalben spielt die Band hier nämlich drei vorher unveröffentlichte Stücke, welche bis auf die Gesangspassagen fast ausschließlich aus Improvisationen von Gitarre, Keyboard und Fagott bestehen.
Das erste davon, Orðsending ist im Bereich der neuen Klassik und dem Jazz anzusiedeln,  während Norður við Íshaf (grasljóð VIII) zu großen Teilen aus Swing-Elementen und Sjónvarpsbláminn aus dem für die Band sehr untypischen Space Rock besteht.
Sehr überraschend ist ebenso das kurze Rock-’n’-Roll-Stück Jón var kræfur karl og hraustur, bei dem Bassist Tómas Tómasson am Ende des Konzertes kurzfristig die Rolle des Bandleaders und des Leadsängers übernimmt.

## Wiederveröffentlichungen
Die 1980 erschienene LP wurde 2008 in der Jubiläums-Box Þursar das erste Mal als CD veröffentlicht, konnte aber vorher bereits kostenpflichtig aus dem Internet heruntergeladen werden. Die Ur-LP ist heutzutage begehrtes Sammlerobjekt.

## Die Trackliste
1. Bjarnaborgarmars   (0:41)
2. Búnaðarbálkur   (4:21)
3. Orðsending   (10:03)
4. Brúðkaupsvísur   (3:36)
5. Bannfæring    (4:02)
6. Sjö sinnum... (Part 1)   (2:15)
7. Norður við Íshaf (grasljóð VIII)   (11:14)
8. Sjónvarpsbláminn   (10:08)
9. Jón var kræfur karl og hraustur   (3:24)